# Ari Olivier
Ari Olivier (Hoofddorp, 20 augustus 1939 – Nieuw-Vennep, 10 februari 2022), ook wel aangeduid met de bijnaam "Heer Olivier", was een Nederlands oplichter. Hij werd vooral bekend toen hij in Duitsland veroordeeld werd voor het organiseren van een vals-geldtransactie.

## Levensloop
Olivier pleegde vanaf de jaren zestig of zeventig fraude door voor grote bedragen te handelen in goederen die na betaling niet werden afgeleverd. Bij deze goederen ging het soms om complete pijpleidingen, schepen of een katoenoogst. Zijn bijnaam was "de meesteroplichter". Hij had de reputatie charmant maar zeer geslepen te zijn. Ook specialiseerde hij zich in het "kaalplukken" van rijke weduwen. Van 1982 tot 1983 was Olivier gedetineerd in de Bijlmerbajes.
Vanaf 3 april 1997 presenteerde hij het Veronica tv-programma Heer Oliviers wereld, over oplichtingspraktijken. Dit programma stopte al na drie afleveringen vanwege Oliviers arrestatie in Duitsland.
Op 15 april 1997 werd hij gearresteerd in Frankfurt am Main in Duitsland, wegens het organiseren van een transactie in valse Amerikaanse dollars voor derden. In december 1997 werd hij daarvoor veroordeeld.
Olivier overleed in zijn woonplaats Nieuw-Vennep op 82-jarige leeftijd.